# عبد الإله جرمان
عبد الإله جرمان الشمري (مواليد 28 مايو 1992) هو لاعب كرة قدم سعودي و لعب سابقاً في العروبة ونادي القلعة.

## وصلات خارجية
- عبد الإله جرمان على موقع Soccerway.com (الإنجليزية)